# Піраньї Неаполя
«Піраньї Неаполя» (міжнародна назва; італ. La paranza dei bambini) — італійський драматичний фільм 2019 року, поставлений режисером Клаудіо Джованнезі за романом Роберто Савіано «Дитяча секція» (італ. La paranza dei bambini). Світова прем'єра відбулася 12 лютого 2019 року на 69-му Берлінському міжнародному кінофестивалі, де фільм брав участь в основній конкурсній програмі у змаганні за «Золотого ведмедя».

## Синопсис
Неаполь. Ніколі та його друзям по п'ятнадцять років. Вони хочуть заробити грошей, купувати модний одяг і гасати на крутих скутерах. Вони граються зі зброєю і носяться по місту, прагнучи взяти під контроль район Саніта. Їм здається, що вони втілюють закон в окрузі, проте благими цілями вони виправдовують погані засоби. Вони люблять один одного, як брати, не бояться ні в'язниці, ні смерті й розуміють, що їхній єдиний шанс — ризикнути всім, причому прямо зараз. Вони оголошують війну безвідповідальній молодості, проте шлях злочинців неминуче змушує їх жертвувати любов'ю і дружбою.

## У ролях
| • Франческо Ді Наполі      | … | Нікола         |
| • Вівіана Апреа            | … | Летиція        |
| • Ар Тем                   | … | Тайсон         |
| • Маттіа Піано дель Бальцо | … | Бріато         |
| • Чіро Векйоне             | … | О'Русс         |
| • Чіро Пелек'я             | … | «Льодяник»     |
| • Альфредо Турітто         | … | Біскоттіно     |
| • Паскуале Маротта         | … | Агостіно       |
| • Лука Накарло             | … | Крітсіан       |
| • Карміне Піццо            | … | Лімоне         |
| • Анієлло Арена            | … | Ліно Сарнатаро |

## Знімальна група
- Автори сценарію — Роберто Савіано, Клаудіо Джованнезі, Мауриціо Брауччі (за романом Роберто Савіано «Дитяча секція», 2016)
- Режисер-постановник — Клаудіо Джованнезі
- Продюсерb — Карло Делm] Еспости, Нікола Серра
- Виконавчий продюсер — Джанлука К'яретті
- Співпродюсер — Нікола Макканіко
- Оператор — Даніеле Чіпрі
- Композитори — Андреа Мошанезе, Клаудіо Джованнезі
- Монтаж — Джузеппе Трепіччоне
- Художник-постановник — Даніель Фрабетті
- Художник-костюмер — Олівія Белліні
- Художник-декоратор — Мікеле Модаферрі
- Підбір акторів — К'яра Поліцці

## Нагороди та номінації
| Список нагород та номінацій                | Список нагород та номінацій | Список нагород та номінацій | Список нагород та номінацій | Список нагород та номінацій | Список нагород та номінацій |
| Кінофестиваль/Кінопремія                   | Рік                         | Категорія                   | Номінант(и)                 | Результат                   | Дж                          |
| ------------------------------------------ | --------------------------- | --------------------------- | --------------------------- | --------------------------- | --------------------------- |
| 69-й Берлінський міжнародний кінофестиваль | 2019                        | Золотий ведмідь             | Піраньї Неаполя             | Номінація                   |                             |